# 韩定食
韩定食，中文又稱韩式套餐，是朝鲜传统的套餐菜肴。原本是朝鲜君王常食用的宫廷料理，后来士大夫模仿宫廷料理，开始配合各地特有的乡土饮食之后成为了班家料理。